# Cultura suajili

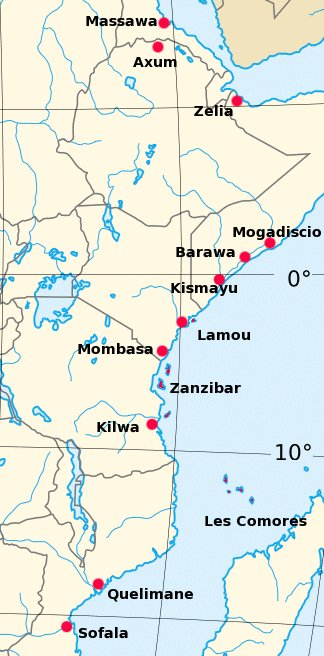
Principales ciudades comerciales de la costa oriental de África a comienzos del

La cultura suajili es el conjunto de manifestaciones culturales desarrolladas por el pueblo suajili o waswahili que habita en la costa este de África. Esta costa de África desde Somalia hasta Mozambique, y las islas de las Comores y Madagascar, poseen numerosos restos de poblaciones suajili, a menudo en ruinas. Estos asentamientos son testimonio de la larga historia de la cultura suajili.

## Historia

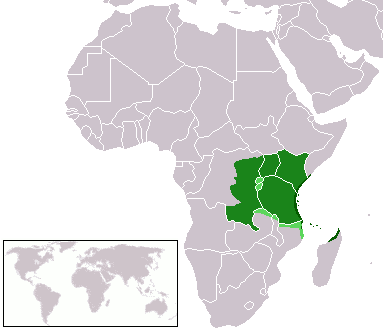
Área cultura suajili

Desde hace unos dos mil años, la costa este de África se entendía como una zona de gran riqueza e interés comercial. Es por ello que muchos hablantes de lenguas bantúes emigraron y se asentaron a lo largo de dicha costa durante la última expansión bantú. Este fenómeno migratorio, dio lugar a la consolidación en la costa este de una única lengua y cultura. Se trata de los suajili, cuya civilización se expandió por Kenia y Tanzania, hasta alcanzar Mozambique.
Algunas de las principales ciudades-estado relacionadas con la cultura suajili fueron Gede, Pate, Malindi, Zanzíbar y Kilwa. La mayoría de estas ciudades estados eran musulmanas y muy cosmopolitas. Igualmente cada una de ellas tenía un estatus políticamente independiente del resto, por lo que generalmente competían unas con otras por sus intereses comerciales. Las principales exportaciones de estas culturas eran el ébano, el oro, el marfil y la madera de sándalos.
Los comerciantes árabes y persas ejercieron una notable influencia y sus redes de navegación y comercio conectaron las ciudades suajili con el mundo mahometano, desde Mogadiscio y Omán hasta Indonesia. La fundación de Kilwa, por ejemplo, estuvo directamente relacionada con Shiraz. En 1414 una embajada de la ciudad de Malindi llevó a la corte china como regalo una jirafa. Entre 1417 y 1419 y de nuevo entre 1431 y 1433, el almirante chino musulmán Zheng He dirigió dos expediciones geográficas, diplomáticas y comerciales a lo largo de la costa africana y visitó Malindi. Kilwa en el momento fue descrita como una de las más elegantes ciudades construida en el mundo. La decadencia de estas ciudades comenzó en el siglo XVI, coincidiendo con la expansión portuguesa y el auge del comercio europeo de esclavos hacia América. Durante cientos de años lo que fueran centros de comercio importantes quedaron obsoletos pero, pese a ello, la cultura suajili se mantiene con notable vitalidad hoy en día.

## Gastronomía suajili
El estudio de la cultura suajili permite asomarse a distintos aspectos que tienen su origen en sus variadas raíces. Por ejemplo la gastronomía suajili tiene importantes influencias de la gastronomía india, árabe y europea. Además existen variaciones en algunos platos asociadas a razones religiosas como es la ausencia de cerdo en sus platos o la prohibición de consumir alcohol pues los suajili son musulmanes. Son frecuentes en la dieta de los suajili el pescado, la fruta tropical y sus platillos son ricos en especias.
Platos populares de la cocina suajili son el pilau y wali (arroz cocido en leche de coco) acompañado con consistente potaje de carne o pescado. Las tribus suajili consumen una variedad muy amplia de tipos de granos, vegetales y frutos, incluidos porotos, arvejas, tomates, papas, gombo (también llamado okra), kale, espinaca, mango, cocos y bananas. En ocasiones especiales se sirve carne de cabra y pollo.

## Artesanía
Otro aspecto importante de la cultura suajili es su artesanía que constituye una manifestación y expresión del idioma suajili. En la creación de esta artesanía se encuentra tanto una búsqueda de forma y funcionalidad, como también una expresión propia de la cultura.
En la cultura suajili pueden observarse algunas influencias multiculturales, ya sea en el arte, el trabajo de la madera como así mismo en la arquitectura. Por ejemplo, se observa un escaso uso de figuras de seres vivos como consecuencia de la herencia musulmana. En sustitución de los dibujos de seres vivos, la decoración suajili recurre por lo tanto a motivos geométricos.
También tiene notable importancia la ropa, como parte de su manifestación cultural. Por ejemplo el Kanga, prenda de ropa muy colorida fabricada de algodón, la cual no es solo un trozo de lienzo reactangular sino un importante artefacto de la cultura suajili. Esta prenda debe fabricarse con cuidado extremo y si no responde a ciertas pautas no debe ser llamada Kanga y tampoco debe ser utilizada como vestimenta.

## Música y poesía
Las expresiones musicales y poéticas forman una parte importante de la cultura suajili. Los poetas, cuyos más destacados representantes son denominados "malenga", son tenidos en gran estima.
Su música más popular es el Tarabu o Taarab que consiste en una canción de letra con gran riqueza poética; en efecto la letra es un poema rítmico de métrica suajili, junto con la música de melodías árabes e indias. El Tarabu solía tocarse en las bodas o reuniones y con el tiempo ha ido aumentando en complejidad, sumándose a la forma más tradicional, con instrumentos étnicos y otros de origen europeo (trompeta, tambores, bajo, teclados...) sin alterar la esencia de la música.
El chakacha es otro género de música autóctono suajili, que posee un ritmo más rápido que el Taarab.

## Horario y medición del tiempo
En la cultura suajili el día comienza con el amanecer (a diferencia del mundo árabe en el cual el día comienza con la puesta del sol, y el mundo occidental en el cual el día comienza a medianoche). El amanecer en el este de África, que se encuentra exactamente en el ecuador, tiene lugar todos los días a las 6:00. Por esta razón las 6:00 a. m. es "0:00 de la mañana" en horario suajili. "Horario suajili" hace referencia a la forma en que los suajili se refieren al horario. 
Por lo que la aguja horaria de un reloj que se utiliza para indicar el tiempo según la tradición suajili, siempre marcará a un número opuesto al que corresponde si se indica el horario según la convención occidental. Por ejemplo 7:00 de la mañana es "1:00 de la mañana" (saa moja asubuhi) en horario suajili; medianoche es "6:00 noche" (saa sita usiku) en horario suajili. 5:00 de la madrugada es "11:00 de la mañana" (saa kumi na moja alfajiri) en horario suajili.